# Meir Just
Meir Just (n. 7 iulie 1908, Vijnița, Ducatul Bucovinei, Austro-Ungaria – d. 9 aprilie 2010, Amsterdam, Țările de Jos) a fost un rabin evreu originar din Ducatul Bucovinei, cunoscut deoarece a fost rabinul șef al Țărilor de Jos timp de 45 de ani. 

## Biografie
Acesta s-a născut în Vijnița, parte în acea perioadă a Imperiului Austro-Ungaria, într-o familie hasidică.  În Primul Război Mondial, la fel ca restul membrilor grupului hasidic Vizhnitz, familia lui Just s-a relocat la Oradea, unde viitorul rabin și-a petrecut copilăria, perioadă in care a fost discipolul lui Pinchas Horowitz. Ulterior, acesta s-a mutat în Germania, pentru a studia la rabinul Joseph Breuer. 
O dată cu ascensiunea naziștilor la putere, Just s-a reîntors la Oradea, unde a fost președintele filialei Agudath Israel din oraș. În Al Doilea Război Mondial, o dată cu ocuparea Transilvaniei de Nord de către hortiști, acesta s-a refugiat la Budapesta. Just a supraviețuit Holocaustului datorită unui ajutor primit din partea unor neevrei. În schimb, părinții lui au decedat la Auschwitz. 
După război, Meir Just s-a stabilit în Elveția, fiind profesor la o ieșiva. În anul 1963 a fost invitat să servească ca șef-rabin în Olanda. S-a mutat în Amsterdam, unde și-a trăit restul vieții. Acesta a mai fost de asemenea unul dintre liderii Centrului Rabinic European. A decedat în 2010, la vârsta de 102 ani, fiind înmormântat în Israel.